# Filip Ericsson
John Filip Ericson (Göteborg, 25 de maig de 1882 - Göteborg, 25 de desembre de 1951) va ser un regatista suec que va competir a començaments del segle xx.
El 1912 va prendre part en els Jocs Olímpics d'Estocolm, on va guanyar la medalla d'or en la categoria de 10 metres del programa de vela. Ericson navegà a bord del Kitty junt a Carl Hellström, Paul Isberg, Humbert Lundén, Herman Nyberg, Harry Rosenswärd, Erik Wallerius i Harald Wallin.